# Оно море
„Оно море” је југословенски ТВ филм из 1965. године. Режирао га је Јован Коњовић, а сценарио је написао Бранимир Шћепановић.

## Улоге
| Глумац           | Улога |
| ---------------- | ----- |
| Карло Булић      |       |
| Стојан Дечермић  |       |
| Рада Ђуричин     |       |
| Рахела Ферари    |       |
| Зоран Радмиловић |       |